# Rada Suprema de la República Autònoma de Crimea
La Rada Suprema de la República Autònoma de Crimea (ucraïnès: Верховна Рада Автономної Республіки Крим; rus: Верховный Совет Автономной Республики Крым; tàtar de Crimea Qırım Muhtar Cumhuriyetiniñ Yuqarı Radası / Къырым Мухтар Джумхуриетининъ Юкъары Радасы) és el parlament unicameral de 100 membres del territori ucraïnès de la República Autònoma de Crimea. La seu del parlament és l'Edifici de la Rada Suprema al centre de Simferòpol.

## Autoritat
El Consell Suprem de Crimea es regula d'acord amb una llei aprovada per la Rada Suprema (el Parlament d'Ucraïna) el 10 de febrer de 1998.
El Parlament no té cap dret d'iniciativa legislativa.
Segons la Constitució de Crimea el parlament està autoritzat a fixar la seva pròpia data d'elecció.